# Öja (commune de Växjö)
Öja est une localité de Suède de la commune de Växjö, située dans le comté de Kronoberg.
Sa population était de 377 habitants en 2018.